# Maruschka Detmers
Maruschka Detmers (Schoonebeek, 16 december 1962) is een Nederlandse actrice.

## Biografie
Als dochter van een dierenarts vertrok ze als 17-jarige naar Parijs om daar als au pair te gaan werken en ondertussen acteerlessen te nemen.

In Parijs werd ze ontdekt door de Franse filmregisseur Jean-Luc Godard waarna ze de vrouwelijke hoofdrol kreeg in de film Prénom Carmen (1983). In 1986 veroorzaakte Diavolo in corpo van Marco Bellocchio veel ophef doordat Detmers optreedt in een fellatio-scene, waarvan de echtheid overigens betwist wordt. Detmers vervolgt haar carrière in Franse, Italiaanse en Amerikaanse producties.

## Filmografie (selectie)
- 1983 - Prénom Carmen (Jean-Luc Godard)
- 1984 - La Pirate (Jacques Doillon)
- 1984 - La Vengeance du serpent à plumes (Gérard Oury)
- 1986 - Diavolo in corpo (Marco Bellochio)
- 1988 - Come sono buoni i bianchi (Marco Ferreri)
- 1988 - Hanna's War (Menahem Golan)
- 1991 - Le Brasier (Eric Barbier)
- 1992 - The Mambo Kings (Arme Glimcher)
- 1995 - The shooter (Ted Kotcheff)
- 1994 - Elles n'oublient jamais (Christopher Frank)
- 1997 - Comme des rois (François Velle)
- 1998 - Rewind (Sergio Gobbi)
- 2001 - Te quiero (Manuel Poirier)
- 2015 - Ventoux (Nicole van Kilsdonk)

## Televisie (selectie)
- 1985 - Via Mala (Tom Toelle), tv-serie
- 1998 - Clarissa (Jacques Deray), naar Stefan Zweig's gelijknamige onvoltooide roman
- 2001 - Mère, fille : mode d'emploi (Thierry Binisti)
- 2003 - Mata Hari, la vraie histoire (Alain Tasma)
- 2004 - Le Père Goriot (Jean-Daniel Verhaeghe)

## Prijzen
- Detmers ontving in 1985 de Bambi.
- Voor haar rol in het drama La Pirate uit 1984 werd zij voor de César voor beste vrouwelijke bijrol genomineerd.